# آق‌بلاغ (ایجرود)
آقبلاغ (ایجرود)، روستایی از توابع بخش مرکزی شهرستان ایجرود در استان زنجان ایران است.

## جمعیت
این روستا در دهستان ایجرود بالا قرار دارد و براساس سرشماری مرکز آمار ایران در سال ۱۳۸۵، جمعیت آن ۶۷۴ نفر (۱۵۷خانوار) بوده‌است.